# Maison de Wrangel
La maison de Wrangel (en russe : Дом Врангеля) est un bâtiment de Rostov-sur-le-Don construit en 1885 d’après le projet de l’architecte Nikolaï Dorochenko. Piotr Nikolaïevitch Wrangel passa son enfance et adolescence dans cette maison. La maison de Wrangel est inscrite au registre des monuments historiques russe en qualité de monument d’importance régionale. La maison se trouve dans un état délabré et nécessite une restauration complète.

## Histoire
La demeure au 8 de la ruelle de Kazan (Kazanski pereoulok) (de nos jours Gazetny pereoulok) a été construite en 1885 d’après les plans de l’architecte Nikolaï Alexandrovitch Dorochenko. Elle connaît plusieurs propriétaires avant d’être achetée par le baron Nikolaï Egorovitch Wrangel. Nikolaï Wrangel est savant, écrivain et collectionneur d’antiquariat. Sa femme Maria Dmitrievna est à l’origine de la première école du dimanche pour femmes de Rostov. Leur fils Piotr Nikolaïevitch deviendra une des figures des armées blanches lors de la guerre civile russe.
Après la prise du pouvoir par les Bolchéviques, le bâtiment est nationalisé et accueille l’école maternelle no 68. Dans les années 1990, la maternelle ferme et le bâtiment est laissé à l’abandon. L’administration de l’oblast de Rostov inscrit par sa décision no 411 du 9 octobre 1998 la maison de Wrangel aux monuments historiques d’importance régionale. En 2006, le bâtiment est cédé gracieusement en location à l’éparchie de Rostov avec l’obligation de rénover. L’éparchie prévoit de rénover le bâtiment et d’y installer un centre d’information ainsi qu’un musée. En 2011, il est question de créer dans la maison un musée consacré à Alexandre Soljenitsyne. L’éparchie ne parvient toutefois pas à recueillir les fonds nécessaires à la rénovation, se contentant de refaire le toit et d’installer des fenêtres provisoires en 2012. L’état du bâtiment se dégrade régulièrement depuis 2006. En septembre 2011 une initiative locale attire l’attention sur l’état du monument historique. En mars 2013 l’éparchie de Rostov vend la maison de Wrangel pour neuf millions de roubles à la société « OOO Oupravlenié Mekhanizatsii », cette somme servant à la rénovation de la cathédrale de la Nativité-de-la-Mère-de-Dieu de Rostov.
En 2015, l’administration municipale débat de l’avenir de la maison : la rénovation coûterait 130 millions de roubles, la démolition et la reconstruction d'une copie uniquement 20 millions. L’idée d’une démolition est largement rejetée par le public.
En 2016, on prévoit la rénovation et l’installation d’une maison de la jeunesse. Le devis pour la rénovation s’élève à 115 millions de roubles.
D’après le maire de Rostov, Sergueï Gorban’, la maison rénovée pourrait accueillir un musée du général Wrangel,. La mairie espère que le musée attirera de nouveaux visiteurs.
Début 2017, la rénovation n’a toujours pas été achevée, qui plus est le bâtiment a fait l’objet d’actes de vandalisme,.

## Architecture
La façade principale du bâtiment, donnant sur la ruelle gazetny pereoulok, est richement décorée. L’entrée du corps de logis est ornée de colonnes doriques surmontées d’un attique rectangulaire. Une partie des décorations intérieures a été conservée.